# TMF (Belgique)
Pour les articles homonymes, voir TMF.
TMF (abréviation de The Music Factory) était une chaîne de télévision musicale privée belge néerlandophone, créée en 1998 et appartenant au réseau The Music Factory, lui-même appartenant au groupe Paramount Networks EMEAA. Le 1er novembre 2015, Viacom a cessé les retransmissions pour laisser la place à la chaîne Comedy Central.

## Histoire de la chaîne

### Premières années
Le 1er mai 1995, la chaîne TMF Nederland voit le jour, et devient la première chaîne consacrée à la diffusion de clips vidéos aux Pays-Bas. Le succès de la chaîne entraine la création d'un pendant flamand : TMF Vlaanderen est lancée le 3 octobre 1998. Il s'agit alors de la première chaîne flamande à diffuser des clips vidéos. Durant les premières années, les émissions de TMF Vlaanderen sont enregistrées dans les studios de TMF Nederland.
Le 22 octobre 2015, la chaîne organise les premiers TMF Awards du pays, sur le modèle des TMF Awards néerlandais.
À l'origine, le logo de la chaîne mentionnait un « 9 ». Il s'agit d'une référence à la diffusion de la chaîne originale, aux Pays-Bas, sur le neuvième canal. Lorsque MTV Networks rachète TMF en 2002, le « 9 » disparaît du logo.

### Canal partagé avec Nickelodeon
Du 1er avril 2003 au 15 février 2004, TMF partage son canal avec Nickelodeon. Cette dernière occupe le canal entre 6h et 11h, et propose des programmes pour enfants, tel que Bob l'éponge.
La législation belge interdisant la diffusion de publicités 5 minutes avant et après un programme destiné à la jeunesse, TMF intercale alors des clips vidéos entre les programmes pour enfants et les publicités.
Le 16 février 2004, Nickelodeon migre vers le canal de MTV Europe, et se retrouve dès lors en canal partagé avec MTV Vlaanderen.

### Expansion de TMF
En 2005, TMF Nederland lance trois chaînes numériques : TMF NL, TMF Pure et TMF Dance (qui deviendra ultérieurement TMF Party). Seule cette dernière est cependant diffusée en Flandre.
Le 30 mars 2007, l'habillage de la chaîne est renouvelé. Le nouveau logo présente les lettres originales « TMF » dans une sphère rouge, avec un bord blanc. La grille des programmes est aussi renouvelée, et la diffusion de séries comme South Park est un succès.
En novembre 2007, TMF lance une nouvelle chaîne en Australie. Elle sera remplacée par MTV Hits Australia en novembre 2010.
Le 4 décembre 2004, la chaîne TMF Live HD voit le jour : pour la première fois en Europe, une chaîne de télévision musicale est disponible en haute définition. En février 2009, MTVNHD est diffusée en Flandre, sur le canal de TMF Live HD. Après être revenue dans l'offre de base de Belgacom TV le 1er avril 2009, TMF Live HD disparaît finalement le 31 juillet 2010.
À partir du 22 décembre 2010, TMF et MTV Vlaanderen sont toutes deux diffusées en 16:9.

### Ralentissement des investissements
Le 4 novembre 2010, TMF Nederland met fin à sa diffusion en analogique, et ne conserve que son canal numérique. À partir du 1er janvier 2011, la diffusion de TMF se réduit : si la chaîne est encore visible 24h/24 sur le net, sa diffusion est restreinte à une tranche horaire de 6 à 15h sur le câble. La fin de la chaîne, y compris sur les plateformes numériques, est annoncée le 2 août 2011. Il en va de même pour TMF Dance.
Le 3 octobre 2011, soit 13 ans jour pour jour après le lancement de la chaîne, TMF opère un renouvellement. L'équipe de production est transférée en Scandinavie. Seul un nombre limité de programmes locaux est maintenu. En juin 2013, l'audience de la chaîne s'élève à 1,4 % de parts de marché seulement.

### Fin de la chaîne et remplacement par Comedy Central Vlaanderen
Le 20 janvier 2014, la chaîne Comedy Central Vlaanderen voit le jour, et occupe quotidiennement deux heures d'antenne sur le canal de TMF, entre 22h et 24h.
Le 5 octobre 2015, Viacom annonce la fin de la diffusion de TMF à partir du 1er novembre 2015. De la sorte, deux canaux destinés à la musique et à la jeunesse disparaissent simultanément : TMF et JIM TV. Le 1er novembre 2015, Comedy Central Vlaanderen diffuse ses programmes 24h/24 en lieu et place de TMF.